# Xã Dover, Quận Bureau, Illinois
Xã Dover (tiếng Anh: Dover Township) là một xã thuộc quận Bureau, tiểu bang Illinois, Hoa Kỳ. Năm 2010, dân số của xã này là 550 người.